# Parc national Río Abiseo
Le parc national Río Abiseo (en espagnol Parque nacional del Río Abiseo) est situé dans la région de San Martín au Pérou et possède une surface de 274 520 ha.

## Description
Il a été créé le 11 août 1983 par le décret suprême no 064-83-AG.
Le parc est inscrit à la liste du patrimoine mondial de l'UNESCO depuis 1990 comme patrimoine naturel et culturel et il est également une réserve de biosphère depuis 2016 sous l’appellation « Gran Patajén ». Le parc est également reconnu zone importante pour la conservation des oiseaux.
Le parc abrite une grande variété de faune et flore, ainsi qu'une trentaine de sites archéologiques de la civilisation précolombienne.
Depuis 1986, le parc est fermé aux touristes en raison de sa nature fragile, aussi bien archéologique que naturelle.